# Birmingham Challenger 1992
Il Birmingham Challenger 1992 è stato un torneo di tennis facente parte della categoria ATP Challenger Series nell'ambito dell'ATP Challenger Series 1992. Il torneo si è giocato a Birmingham negli Stati Uniti dal 20 al 26 aprile 1992 su campi in terra verde.

## Vincitori

### Singolare
Mikael Pernfors ha battuto in finale  Luiz Mattar con il punteggio di 7–6, 6–4

### Doppio
Bret Garnett /  Tobias Svantesson hanno battuto in finale  Jan Apell /  Peter Nyborg con il punteggio di 6–4, 7–6